# Rue Édouard Henrard
Pour les articles homonymes, voir Henrard.
La rue Édouard Henrard est une rue bruxelloise de la commune d'Auderghem qui relie l'avenue Gabriel Émile Lebon avec l'avenue du Paepedelle.
Sa longueur est d'environ 150 mètres.

## Historique et description
Cette rue porte le nom du soldat Edouard Leopold Marie Joseph Henrard, né le 5 avril 1893 à Langemark, tué le 25 octobre 1914 à Pervijze lors de la première guerre mondiale. Il était domicilié en la commune d'Auderghem.
Le 6 décembre 1957, le conseil attribua des noms à cinq nouvelles voies du quartier de l'avenue Lebon, parmi lesquelles la rue Henrard. La construction urbaine s'y composait d'immeubles à appartements par préférence aux maisons traditionnelles.
Comme il n'existait pas encore d'hyper- ou de supermarchés, on décida, en octobre 1959, de créer un petit centre commercial à la rue Henrard. 
- Premier permis de bâtir délivré le 5 mai 1960 pour les n° 5, 7 et 9.

Le magasin au coin de la rue Louis Marcx, à l'origine le supermarché Toma et ensuite une enseigne de tissus, brûla complètement durant les années 90 et dut être complètement reconstruit.

## Situation et accès
| ___ | Ce site est desservi par la station de métro : Hankar. |